# GAIS
GAIS – szwedzki klub piłkarski z Göteborga, występujący w Allsvenskan.

## Historia
Klub został założony 11 marca 1894 (sekcja piłkarska powstała właściwie w 1897). 

## Sukcesy
- Mistrzostwa Szwecji/Allsvenskan
  - mistrzostwo (6): 1919, 1922, 1924/1925, 1926/1927, 1930/1931, 1953/1954
  - wicemistrzostwo (4): 1925/1926, 1932/1933, 1933/1934, 1941/1942
- Division 1 Södra
  - mistrzostwo (1): 1987
  - wicemistrzostwo (2): 1995, 1999
- Puchar Szwecji
  - zwycięstwo (1): 1942
  - finał (1): 1987
- Puchar Intertoto
  - zwycięstwo (1): 1990

## Europejskie puchary
Legenda do wszystkich tabel:
- Q – runda eliminacyjna, 1/16, 1/8, 1/4, 1/2 – odpowiednia faza rozgrywek, Grupa – runda grupowa, 1r gr – pierwsza runda grupowa, 2r gr – druga runda grupowa, F – finał, R – runda, PO – play-off
- k. – rzuty karne, los. – losowanie, Dogr. – dogrywka, w. – zasada bramek strzelonych na wyjeździe

| Sezon   | Rozgrywki   | Runda | Przeciwnik     | Dom | Wyjazd | Ogólnie |
| ------- | ----------- | ----- | -------------- | --- | ------ | ------- |
| 1975/76 | Puchar UEFA | 1R    | Śląsk Wrocław  | 2–1 | 2–4    | 4–5     |
| 1990/91 | Puchar UEFA | 1R    | Torpedo Moskwa | 1–1 | 1–4    | 2–5     |

## Skład na sezon 2018
| Nr | Poz. | Piłkarz                  |
| -- | ---- | ------------------------ |
| 1  | BR   | Damir Mehić              |
| 2  | PO   | Andreas Östling          |
| 3  | OB   | Daniel Janevski          |
| 4  | PO   | Marcus Bergholtz         |
| 5  | OB   | Niclas Andersén          |
| 6  | OB   | Carl Nyström (kapitan)   |
| 7  | PO   | Johan Svahn              |
| 8  | NA   | Jesper Westermark        |
| 9  | NA   | Edin Hamidović           |
| 10 | PO   | Jonas Lindberg           |
| 11 | PO   | Daniel Bennassar Nilsson |
| 12 | PO   | Erik Westermark          |

| Nr | Poz. | Piłkarz           |
| -- | ---- | ----------------- |
| 13 | OB   | Emin Grozdanić    |
| 14 | OB   | Alexander Leksell |
| 16 | OB   | August Wängberg   |
| 17 | PO   | Niklas Olsson     |
| 18 | NA   | Junes Barny       |
| 20 | PO   | Dusan Djuric      |
| 21 | PO   | Stefan Ilić       |
| 22 | PO   | Aiden Harvey      |
| 24 | OB   | Allan Mohideen    |
| 25 | OB   | Filip Trajanovski |
| 26 | PO   | Carl Wede         |
| 27 | BR   | Alexander Nadj    |

## Stadion
Zespół rozgrywa swoje mecze na stadionie Gamla Ullevi.

## Rywalizacja lokalna
Lokalni rywale klubu to IFK Göteborg, Örgryte IS oraz BK Häcken.